# Idalus agastus
Idalus agastus är en fjärilsart som beskrevs av Dyar 1910. Idalus agastus ingår i släktet Idalus och familjen björnspinnare. Inga underarter finns listade i Catalogue of Life.